# Křižíkova (métro de Prague)
Křižíkova [kr̝ɪʒiː kova] est une station de la ligne B du métro de Prague. Elle est située rue Thámova, entre la rue Křižíkova et la rue Sokolovská, sur le quartier Karlín, dans le 8e district de Prague, en Tchéquie.
Elle est en correspondance avec la station Křižíkova du tramway de Prague.

## Situation sur le réseau

Plan du métro.

Établie en souterrain, à 34,8 mètres de profondeur, Křižíkova est une station de passage de la ligne B du métro de Prague. Elle est située entre la station Florenc, en direction du terminus ouest Zličín, et la station Invalidovna, en direction du terminus est Černý Most.
Elle dispose d'un quai central encadré par les deux voies de la ligne.

## Histoire
La station Křižíkova est mise en service le 22 novembre 1990, lors de l'ouverture à l'exploitation du prolongement de Florenc à Ceskomoravská. Elle est nommée en référence la rue éponyme qu'elle dessert, elle-même dénommée d'après František Křižík, un ingénieur et inventeur qui avait son usine près de la station actuelle.
Gravement endommagée durant les inondations de la ville en 2002, elle est remise en état et remise en servie l'année suivante. 

## Services aux voyageurs

### Accès et accueil
En surface, rue Thámova, elle dispose d'un édicule d'accès avec la billetterie. Des escaliers mécaniques font la relation avec une mezzanine reliée au quai par un escalier fixe.

Installations
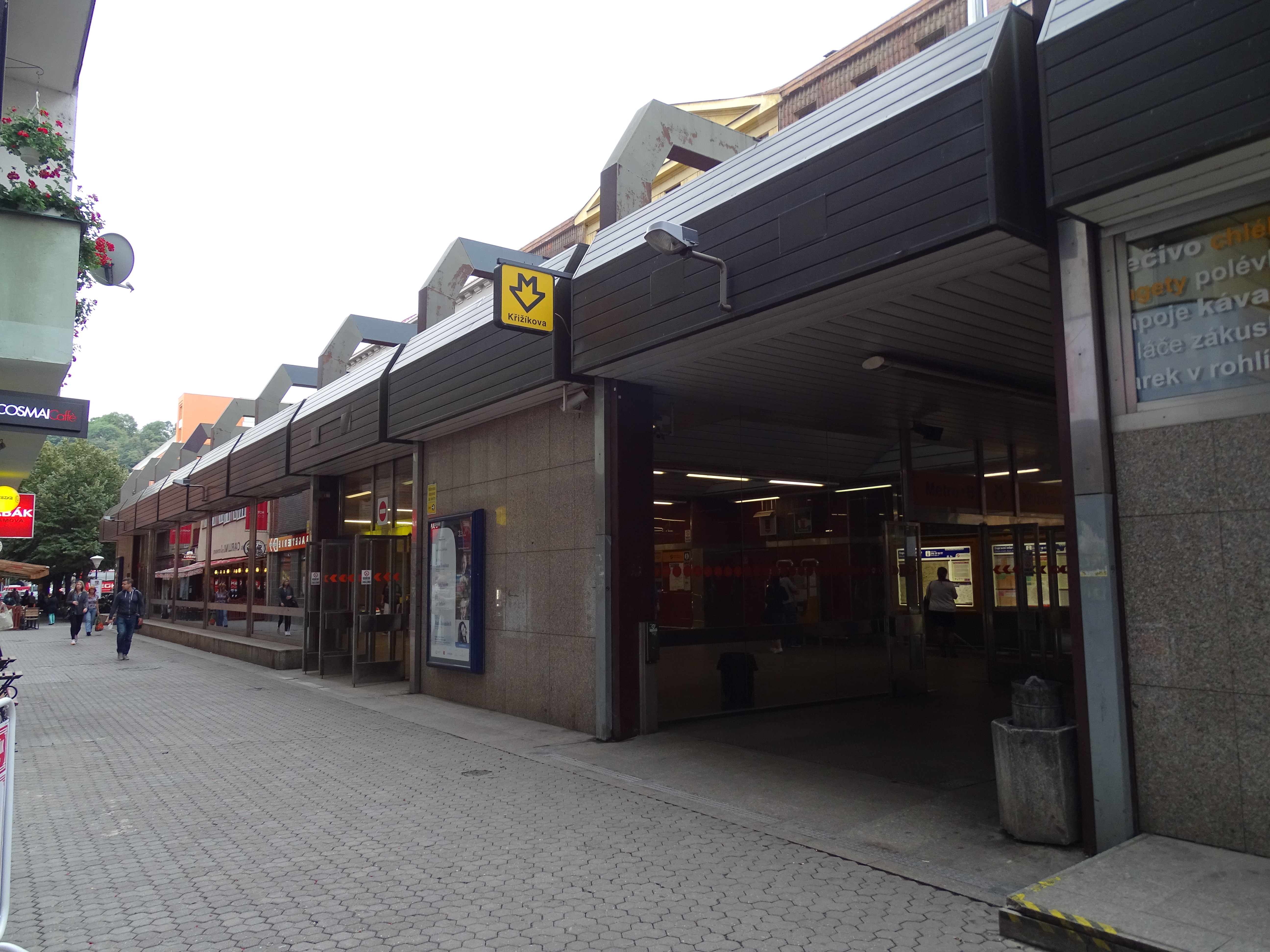
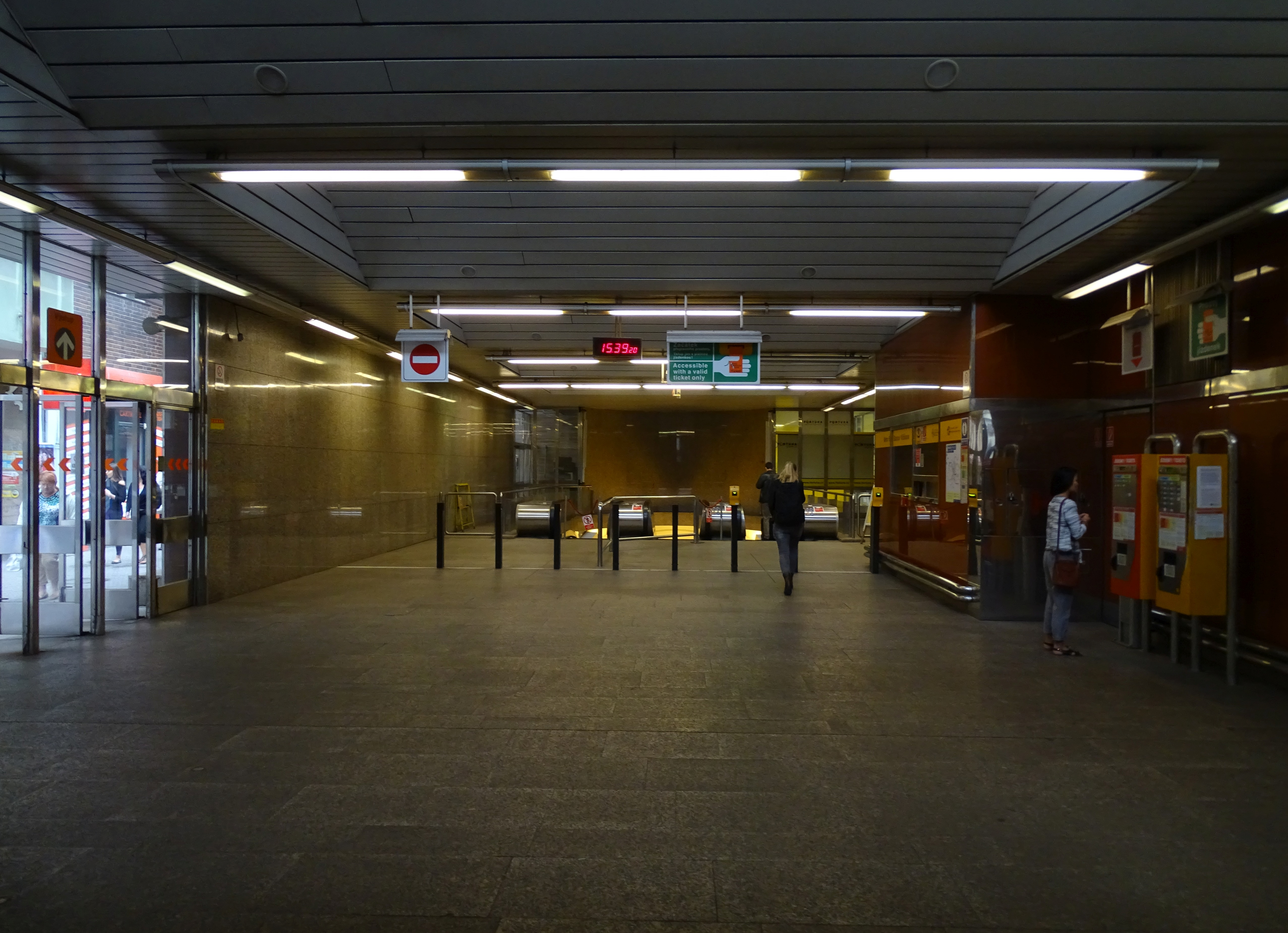
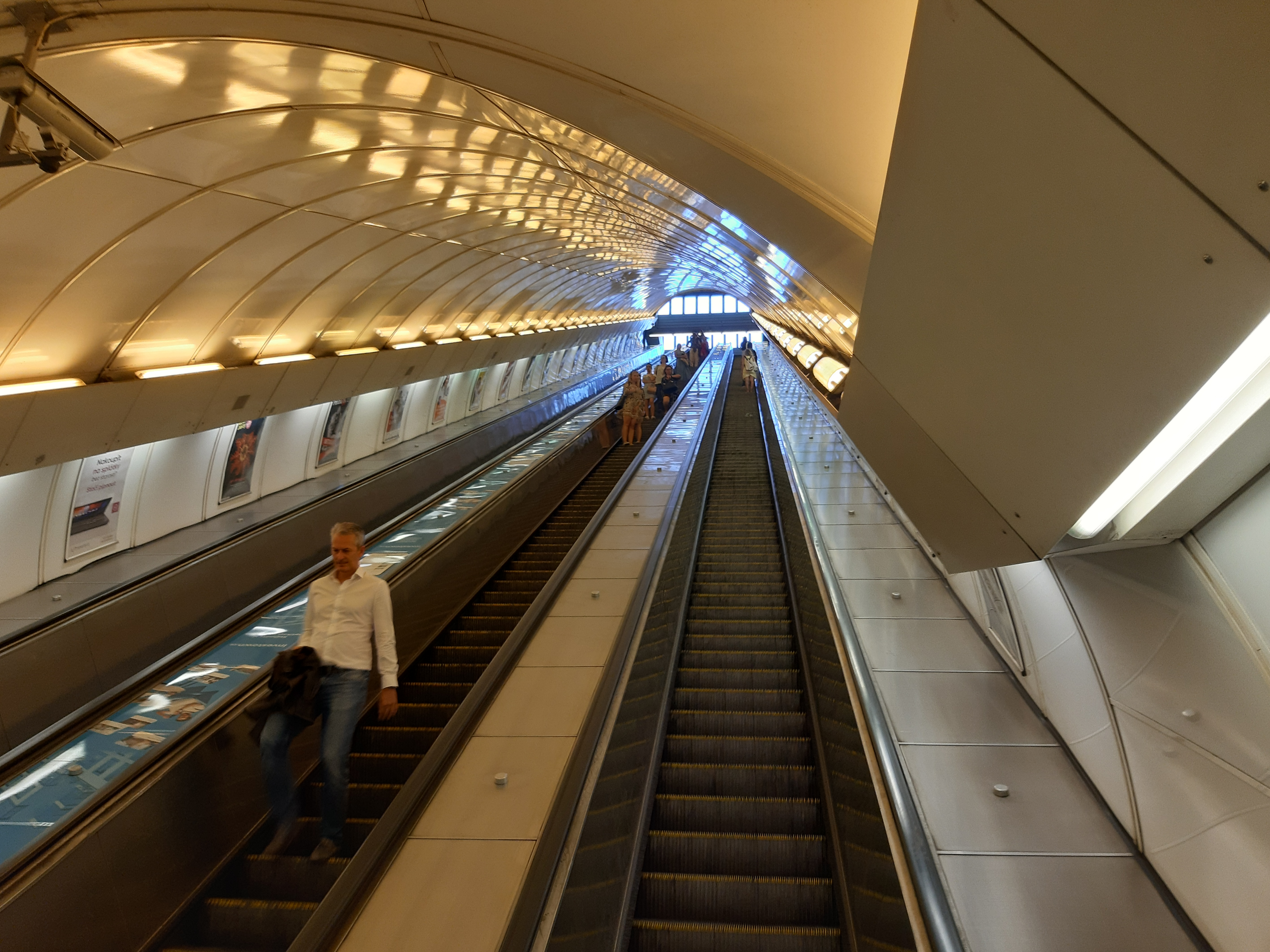

### Desserte
Křižíkova est desservie par les rames qui circulent sur la ligne B.

Installations
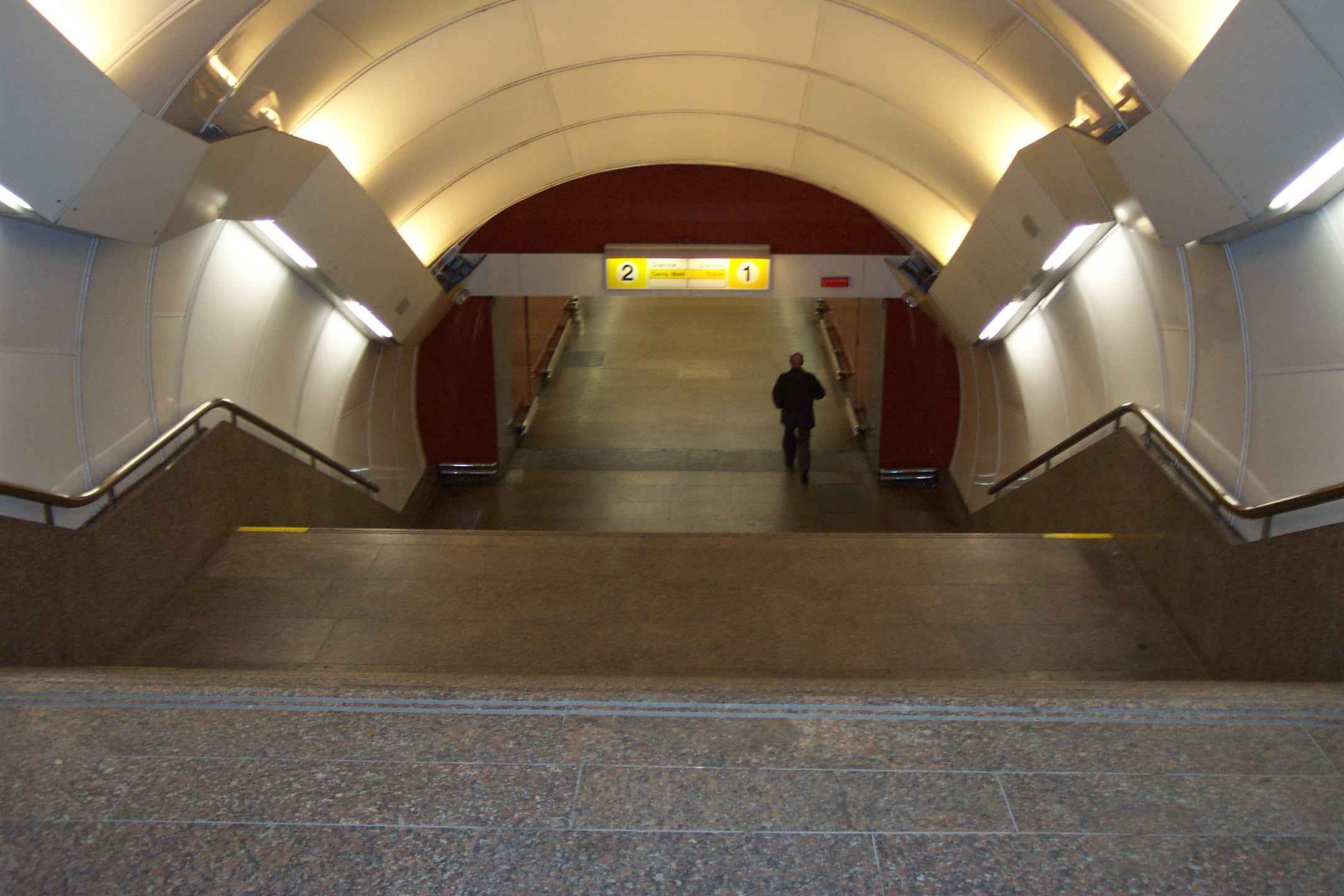
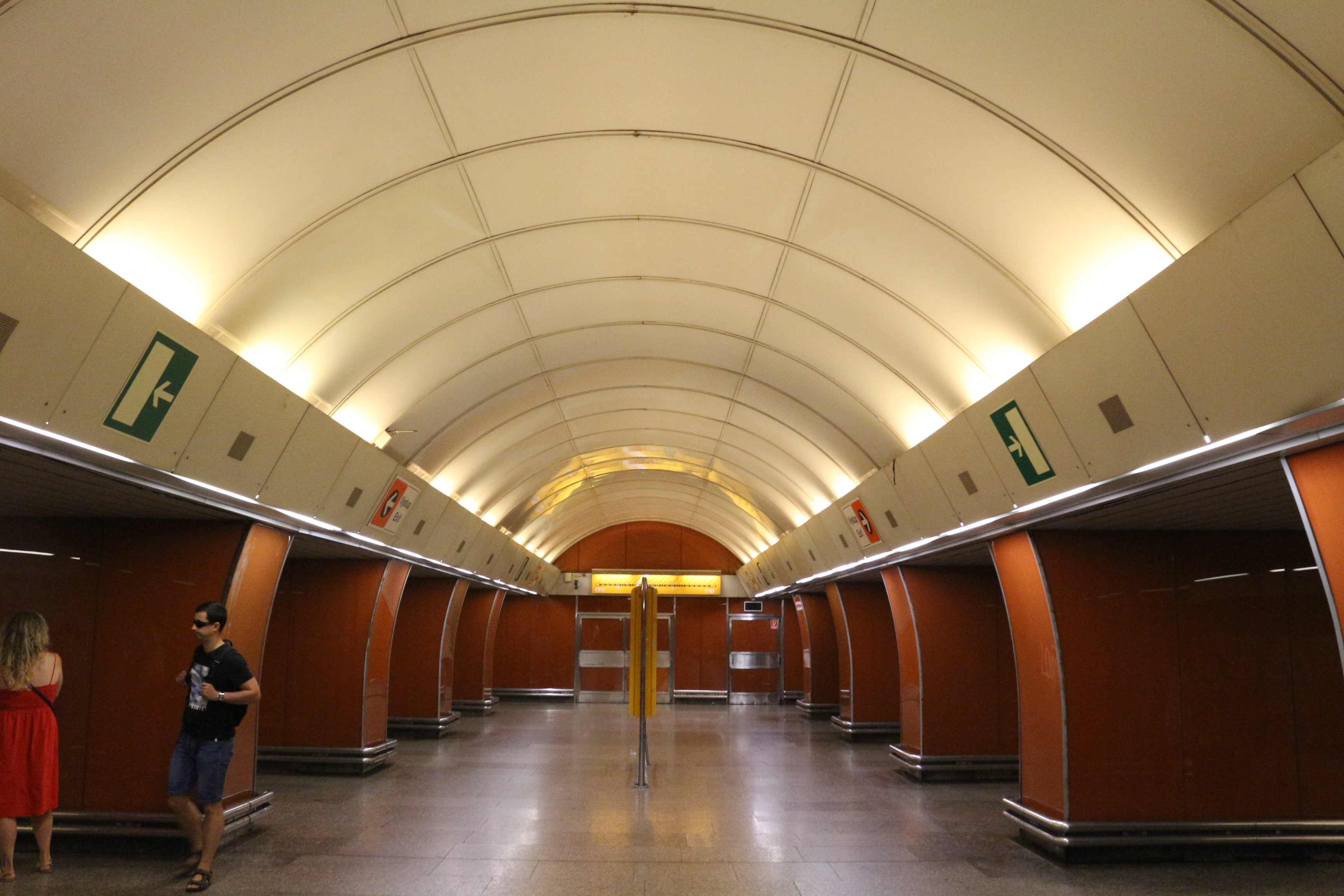
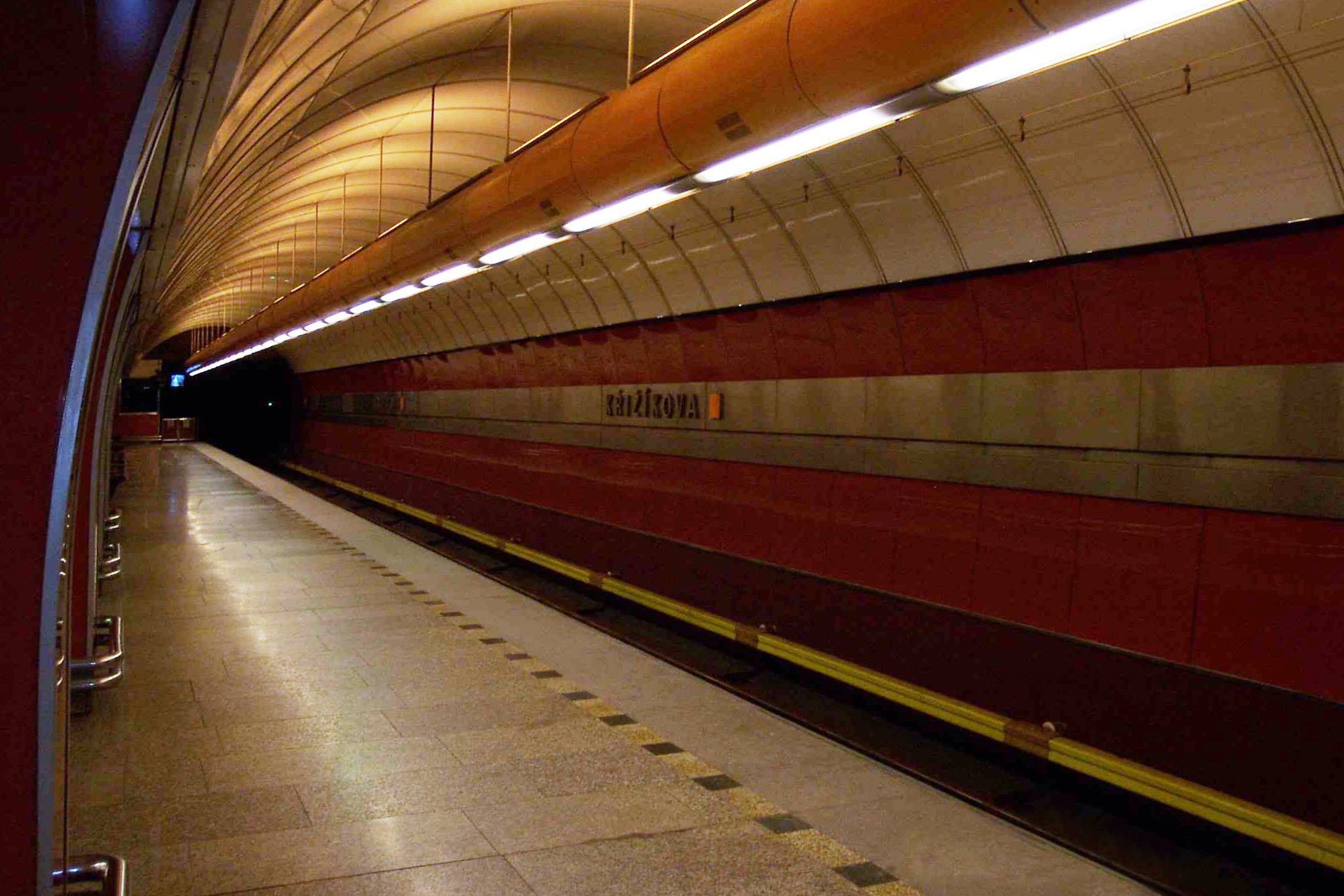

### Intermodalité
À proximité, rue Sokolovská, se situe l'arrêt Křižíkova du Tramway de Prague, desservi par les lignes : 3, 8, 24, 25 et 92.